# Elatostema grandidentatum
Elatostema grandidentatum är en nässelväxtart som beskrevs av Wen Tsai Wang. Elatostema grandidentatum ingår i släktet Elatostema och familjen nässelväxter. Inga underarter finns listade i Catalogue of Life.